# Veselina
Veselina je žensko osebno ime.

## Izvor imena
Ime Veselina je izpeljano iz ženskega imena Veselka. 

## Pogostost imena
Po podatkih Statističnega urada Republike Slovenije je bilo na dan 31. decembra 2007 v Sloveniji pogostost imena Veselina med ženskami manjša kot 5 ali pa se to ime med ženskimi imeni ne pojavlja.